# Edgar Syers
Edgar Morris Wood Syers (Brighton, East Sussex, 8 de març de 1863 – Maidenhead, Berkshire, 16 de febrer de 1946) va ser un patinador artístic sobre gel i entrenador anglès que va competir a cavall del segle xix i del segle xx. Era el marit de la també patinadora Madge Syers.
Com a patinador individual guanyà la medalla de bronze al Campionat del món de 1899 però el seu principal èxit fou en la modalitat de parelles, quan el 1908 va prendre part en els Jocs Olímpics de Londres i guanyà la medalla de bronze en aquesta prova del programa de patinatge artístic.

## Palmarès

### Individual masculí
| Competició        | 1899 |
| ----------------- | ---- |
| Campionat del món | 3r   |

### Parelles
| Competició    | 1908                 |
| ------------- | -------------------- |
| Jocs Olímpics | 3r (amb Madge Syers) |